# Arpaia
Arpaia és una ciutat, comune (municipalitat) i antiga seu episcopal (ara titular) en la Província de Benevent a la regió meridional de Campània, situada a vora 35 km al nord-est de Nàpols i al voltant de 25 al sud-oest de Benevent.
Les municipalitats fiteres al voltant d'Arpaia en són les següents:Airola, Forchia, Paolisi i Roccarainola.

## Història
Arpaia, més aviat que l'actual seu Montesarchio, hom considera que va posseir l'antiga seu de la Diòcesi de Caudium (anys 400-600). La seu fos suprimida en 600, però en 1970 fou oficialment restituïda com a Diòcesi titular Llatina Catòlica de Caudium.